# Avril 1773
Cette page présente les faits marquants du mois d'avril 1773.

## Événements
- 24 avril : Andreas Peter Bernstorff (1735-1797) est nommé ministre des Affaires étrangères au Danemark[1] (1773-1780 et 1784-1797).
- 27 avril : vote du Tea Act, qui prend effet le 10 mai[2]. La métropole tente de rétablir le régime de l’exclusive. Tout le trafic colonial passe sous contrôle britannique.

## Naissances
- 9 avril : Étienne Aignan.
- 13 avril : Jean-Baptiste, comte de Villèle, ministre de Louis XVIII et de Charles X.

## Décès
- 20 avril : Hubert François Gravelot, illustrateur, graveur, dessinateur et peintre français (° 26 mars 1699).